# La Unión (Sucre)
La Unión es un municipio colombiano del departamento de Sucre ubicado en la región Caribe, al norte del país, y en la subregión del San Jorge.
El municipio se caracteriza por conservar un buen número de casas tradicionales de la arquitectura costeña. También son características las plantas de coral, las palmeras azules y los jardines caseros que embellecen varias calles.

## Geografía
- Extensión territorial total: 234,39 km²
- Extensión del área urbana: 1,612 km²
- Extensión del área rural: 232,77 km²
- Altitud de la cabecera municipal (metros sobre el nivel del mar): 70 m s. n. m.
- Temperatura media: 30 °C
- Distancia de referencia: 82 km de Sincelejo

### Límites
- Norte: con el Municipio de Chinú, en el departamento de Córdoba.
- Sur: con el Municipio de San Marcos, Sucre.
- Oriente: con el Municipio de Caimito, Sucre.
- Occidente: con el Municipio de Sahagún, en el departamento de Córdoba.

El relieve del municipio es característico de las sabanas de la Suregión del San Jorge. La Unión se encuentra en los límites del Valle del San Jorge, cuya formación se originó entre el final de la Era Cenozoica o Terciaria y el principio del Período Cuaternario, cuando ocurre un proceso de regresión de las aguas marinas, producto de las fuerzas endógenas que levantan la corteza terrestre, lo que le dio la forma actual a la costa Caribe colombiana.

### Hidrografía
El Norte del municipio se encuentra bañado por el arroyo Catalina, el Oriente por los arroyos de Vijagual, Canoa y Calzón, y el Sur por los arroyos de Montegrande, Julupo y Arenal. Esta abundancia de aguas hace que estas zonas sean aptas para la agricultura y la ganadería.

## División Político-Administrativa
Su Cabecera Municipal está conformada por 19 barrios: Santander, Santo Domingo, Las Brisas, Santa Fe, Betania, Cascarilla, La Constituyente, La Paz, Paralibio, San Pedro, Mochila, El Vidrial, Nueva Esperanza, Villa Pastora, Los Cayitos, Los Olivos, San Antonio, 12 de Marzo y El Paraíso.

### Centros poblados
La Unión tiene bajo su jurisdicción los centros poblados:
- Boca Negra
- Cayo Delgado
- Conguitos
- La Concepción
- La Gloria
- Las Palmitas
- Pajarito
- Sabaneta
- Villa Fátima

### Veredas
El municipio tiene constituido las siguientes veredas: Barro Blanco, Buenos Aires, Castañal, Chivato, El Hobo, El Paisaje, El Perú, La Balsa, La Esperanza, Las Garitas, La Libertad, La Victoria, Las Alias, Las Cruces, Las Margaritas, Las Mulas, Las Piñuelas, Las Querellitas, Las Toluas, Mojarras, Museque, Piñalito, Pueblo Rizo, Rabolargo, Vijagual, Villa Libia.

## Historia

### Época precolombina
Descubrimientos recientes han demostrado la existencia de importante asentamientos Zenúes en los actuales centros poblados Pajarito y Las Palmitas, siendo el primero víctima de los "guaqueros" que han saqueado sin cesar el patrimonio histórico del municipio, incluyendo valiosos elementos elaborados en oro y piedras preciosas. Según historiadores locales como Aníbal Huertas, la región denominada Museque fue dominada por un jefe indígena del mismo nombre, mientras en las riveras del arroyo Julupo se desarrolló otro asentamiento de significativa importancia.

### Época virreinal
Durante la época virreinal las tierras del actual municipio de La Unión estuvieron bajo jurisdicción de San Juan de Caimito, una próspera población que vivía del comercio y que por ese entonces era la más importante de la región. En territorio de La Unión se desarrollaron grandes hatos o haciendas esclavistas destinadas a la cría de ganado y a la elaboración de panela. Hacia finales sel siglo XVIII fueron fundadas varias haciendas, concedidas a importantes familias por parte de las autoridades virreinales: 
- Hato de La Lomita, a cargo de don Juan Pío Montiel y Montero, cuyo nombre deriva de la loma de Caliche, donde fue construida la vivienda.
- Hato Mayor del Trébol, de propiedad de don José Vicente López Fernández, cuyo nombre se deriva del árbol frondoso de trébol, que estaba frente a su vivienda.
- Hato Mayor de los Algarrobos Mellos, de don Crisóstomo De Hoyos Mier, cuyo nombre depende de un par de árboles de algarrobos que crecían en las proximidades a la vivienda y muy juntos, por lo que fueron llamados "mellos" (gemelos).
- Hato Mayor del Vijagual, de propiedad de don José de Ciprión y Almanza.

También se crearon haciendas de menor extensión como los Hatos de Las Mulas, de don Luis Fernández Trespalacios, los Hatos Menores de Betania y el Hato de Cascarilla, que luego se convirtieron en los poblados más antiguos de la zona y son hoy barrios de la Cabecera Municipal.

### Época republicana
En el siglo XIX empezaron a asentarse en esta zona colonos venidos de otras localidades importantes de las sabanas como Sincelejo, Sampués, Sahagún, Corozal y de los Montes de María como Ovejas y El Carmen de Bolívar. Se desarrolló una incipiente actividad comercial basada en el trueque de cueros curtidos, panelas y productos agrícolas que se intercambian por productos manufacturados en el puerto fluvial y en la cabecera municipal de Caimito. 
Las haciendas ganaderas se hacen más numerosas y continúan llegando colonos a la zona debido a su situación intermedia en la "ruta del ganado" que se llevaba desde los hatos ubicados en las sabanas de Bolívar hasta las ciénagas de Caimito y San Marcos. 
En esta época lleganimportantes familias de colonos como los Contreras, Jarava, De La Ossa, Vergara, Arrieta, Barreto, Ricardo, Salgado, Torres, Hernández, Montiel, Quintana, Avilez, Osorio, Martines, Jiménez, Caldera, Ramírez, Castillo, Hernández, Fernández, López, Álvarez, Arroyo, Ordosgoitia y Monterroza, entre otras, cuyos apellidos dominan hoy la mayor parte del mapa poblacional de La Unión. 

### Fundación de La Loma y Los Cayos
Con la afluencia constante de nuevos colonos se fundaron dos poblados, Los Tréboles primero y Hato Nuevo después, los cuales desaparecerían para dar lugar a otros dos, La Loma y Los Cayos, que se convirtieron en corregimientos de Caimito, y que adquirieron gran importancia debido a que estaban ubicados estratégicamente con relación a la ruta que seguía el ganado en su viaje hacia la ciénaga. 
En 1906 se inician las fiestas de corralejas, que en esa época eran públicas. Los toros eran donados por los hacendados sin costo alguno, y eran traídos de las haciendas hasta las corralejas con jinetes a caballo y bueyes de guía.
En 1910 llegó al San Jorge una plaga arrasadora de langostas que acabó con cultivos y árboles de toda índole, dejando a la región convertida en un desierto, lo que obligó a los habitantes a alimentarse con palmito dulce, molongo y piñuela, entre otras plantas y frutos silvestres. Todo lo anterior llevó a la comunidad a luchar contra las langostas hasta exterminarlas.
El 7 de agosto de 1935, el maestro músico Erasmo Martínez Monterroza, natural de Sampués, fundó la primera banda de viento en el corregimiento de La Loma con el nombre de "Banda de Viento 7 de Agosto"; dicha banda no funcionó por mucho tiempo pero marcó el inicio de la tradición de las bandas de viento.

### Época de la violencia (a partir de 1948)
La Loma y Los Cayos se convierten en los dos centros poblados más importantes de Caimito y alcanzan mayor representación en el Concejo Municipal que la misma cabecera, situación que comienza a incomodar a la élite caimitera y a despertar el sentimiento separatista unionense.
En los años 1940 surge en Colombia el fenómeno de la violencia entre Liberales y Conservadores, y los pueblos toman bando. Fue entonces cuando los dos pueblos que querían unirse tomaron cada uno un bando distinto. La Loma se alinea del lado liberal y Los Cayos del lado Conservador; esto generó episodios de violencia que llegaron hasta la muerte de muchos ciudadanos.

### Separación de Caimito y fundación de La Unión
En 1967 el descontento de los centros poblados La Loma y Los Cayos llega a su punto máximo con relación a Caimito y empieza a gestarse el movimiento separatista. En esta época fue nombrado Luis Díaz, natural de La Loma, como alcalde de Caimito, quien poco después resulta muerto en extrañas circunstancias. Luego llega a la alcaldía municipal Luis Laureano Perdomo, nacido en Los Cayos, quien es puesto en fuga el mismo día de su posesión, hechos ambos que alimentan el fuego de la separación que se consuma el 28 de noviembre, fecha en que la Asamblea Departamental de Sucre eleva a los coregimientos a la categoría de municipio con el nombre de La Unión de Sucre, acto que fue sancionado por el gobernador en funciones el 5 de diciembre de 1968.
La creación del municipio tuvo el impulso de varios líderes como Luis Adolfo Vergara, Antonio Carlos Contreras, Laureano Perdomo, Gustavo Burgos, Eduardo Galindo, Pedro Godín Fernández y Juan Caldera, entre otros, y el apoyo irrestricto del diputado de la Asamblea de Sucre Rafael Berdugo, quien fue el impulsor detrás de bambalinas del proyecto de creación del municipio de La Unión. Como primer Alcalde del naciente municipio y como una muestra de la reconciliación luego de los rencores habidos por causa de la violencia política fue escogido Antonio Carlos Contreras, de filiación Liberal.
En estos años llega a La Unión procedente de los municipios de San Andrés de Sotavento y Tuchín un contingente de hombres y mujeres que querían prestar sus servicios como jornaleros en las haciendas ganaderas de la región, trayendo consigo el arte de la elaboración del sombrero vueltiao, insignia no solo de la sabana sino también de Colombia, configurándose de esta manera la actual población de los centros poblados Las Palmitas y Pajarito. Este grupo terminó reemplazando en estos territorios a la población indígena original que desapareció casi en su totalidad como consecuencia del mestizaje.

### Época contemporánea
Muchas de las familias del municipio descienden de las que llegaron hace más de un siglo y aún permanecen en esta región. Entre ellas se destacan los apellidos Vergara, Martínez, Monterrosa, Perdomo, Godín, López y Flórez.

### Disputas territoriales
Los municipio de La Unión y Caimito disputan una parte de la vereda Vijagual, que según la ordenanza que dio vida jurídica al municipio de La Unión quedó totalmente integrada a este.
Además, los territorios ubicados entre el barrio Cascarilla y el arroyo Catalina, tradicionalmente bajo jurisdicción de La Unión, son reclamados por el municipio de Sahagún, Córdoba, sin que las autoridades municipales y departamentales de Sucre se pronuncien al respecto. También el territorio conocido como La Ñapa, que fue cedido voluntariamente por el municipio de San Marcos en el momento de la creación y en el cual La Unión ha ejercido poca o nula jurisdicción.
La vereda Pisaflores, reconocida históricamente como parte del departamento de Sucre e integrada al Municipio de Caimito,  está de facto bajo jurisdicción del municipio de Sahagún, Córdoba, debiendo luego de la secesión de La Unión haber sido transferida directamente a este al momento de erigirse en municipio. Pisa Flores aún aparece en la cartografía oficial como parte de La Unión.

## Cultura y tradiciones
El municipio de la La Unión cuenta con una banda papayera llamada Banda 14 de Septiembre, que es muy tradicional y antigua, integrada en su mayoría por personal unionense. También cuenta con la agrupación Organización Musical Punto Treinta, de género vallenato, el grupo de danzas siglo XXI, entre otros.
Las corralejas tienen lugar en el mes de agosto y son una tradición que se ha celebrado por muchos años en este municipio, que es llamado corralejero. Algunos personajes importantes en este ámbito tradicional son don Alcibiades Monterrosa Ricardo, Braulio Monterrosa Perdomo, Adán Domínguez Montiel y otras personas que han luchado por esta tradición y por una buena fiesta.

### Festividades
En la Unión de Sucre se celebran un amplio número de festividades patronales, siendo las más importantes las Fiestas Patronales del 4 de agosto, en honor a Santo Domingo de Guzmán, acompañadas de las tradicionales corralejas, y el 14 de septiembre, festividad en la cual se enmarca el Encuentro Regional de Bandas. Además, se celebran en plena Semana Santa el Festival de la Tradición (Festi-Cucurubá) los días Jueves y Viernes Santo con epicentro en el parque Santander, y el festival de La Pepa, en el parque Santo Domingo, los días Viernes Santo y sábado de gloria.
Otros eventos destacados son las fiestas patronales en honor a la Virgen de la Candelaria a inicios del mes de febrero en el barrio Cascarilla y el Festival de la Cometa en el corregimiento de Las Palmitas. También se realizan festividades patronales en otras veredas del municipio.
Existe la iniciativa de institucionalizar una gran fiesta de carácter municipal con el fin de conmemorar la unidad que se realizaría del 28 de noviembre hasta el 5 de diciembre, precisamente en la fecha de aniversario de fundación del municipio.

### Lugares de interés
- Iglesia parroquial de Santo Domingo de Guzmán: Construida en estilo neogótico, corona su torre o atalaya con un calado en filigrana de concreto y la imagen de Cristo Rey coronando la edificación.
- Iglesia del Señor de los Milagros: Ubicada en el barrio Santander, se caracteriza por estar rodeada de abundantes plantas de coral con vistosas flores rojas.

## Economía
La economía de La Unión se basa principalmente en la agricultura, la ganadería y actividades comerciales. La agricultura y la ganadería se ven favorecidas por los arroyos que bañan la región y que producen fértiles tierras aptas para el cultivo.

## Educación
La Educación en el municipio es gestionada a través de la Secretaría Municipal de Educación. Existen cuatro Instituciones Educativas, una en la cabecera urbana, la I.E. Instituto La Unión y tres en la zona rural del municipio: I.E. Pajarito, I.E. Las Palmitas, en los corregimientos homónimos, la I.E. Bocanegra ubicada en el Corregimiento de Sabaneta, y por último un Centro Educativo en la vereda Villa Fatima.
En cuanto a Educación Técnica, existe en el municipio una sede Regional del Servicio Nacional de Aprendizaje SENA, y una corporación privada llamada CEPRODENT.
A partir del año 2008, tiene presencia en territorio unionense la Escuela Superior de Administración Pública "ESAP", la cual brinda un programa de pregrado en Administración Pública.

## Estructura organizacional municipal
| La Unión     | La Unión    | La Unión                   |
| Departamento | Código DANE | Categoría municipal (2023) |
| ------------ | ----------- | -------------------------- |
| Sucre        | 70400       | Sexta                      |

- Personería: Es un centro del Ministerio Público de Colombia que ejerce, vigila y hace control sobre la gestión de las alcaldías y entes descentralizados; velan por la promoción y protección de los derechos humanos; vigilan el debido proceso, la conservación del medio ambiente, el patrimonio público y la prestación eficiente de los servicios públicos, garantizando a la ciudadanía la defensa de sus derechos e intereses.

- Concejo Municipal: Es la suprema autoridad política del municipio. En materia administrativa sus atribuciones son de carácter normativo. También le corresponde vigilar y hacer control político a la administración municipal. Se regulan por los reglamentos internos de la corporación en el marco de la Constitución Política Colombiana (artículo 313) y las leyes, en especial la Ley 136 de 1994 y la Ley 1551 de 2012.

Constituido por 11 concejales por un periodo de 4 años. 
- Alcaldía Municipal: En esta se encuentra la administración municipal y las entidades descentralizadas del municipio.

El Alcalde se pronuncia mediante decretos y se desempeña como representante legal, judicial y extrajudicial del municipio. El actual Alcalde municipal es Hernando Vergara Ricardo (2024-2027), elegido por voto popular. 
- JAL.

## Servicios públicos
- Energía Eléctrica: Afinia, del grupo EPM, es la empresa prestadora del servicio de energía eléctrica.
- Gas Natural: Surtigas es la empresa distribuidora y comercializadora de gas natural en el municipio.